# 塞夫尔条约
塞夫尔条约（英語：Treaty of Sèvres），又译塞夫勒条约、塞夫爾條約，是協約國與鄂圖曼帝國在1920年8月10日于法国塞夫尔簽訂的一項條約，屬於1919年巴黎和會系列條約的一部份。內容主要為削弱鄂圖曼帝國的領土及國力，防止它再發動對外擴張的戰爭。
該條約被普遍認為是側重協約國（尤其是英國、希臘和亞美尼亞等國）的利益，而對鄂圖曼帝國和土耳其人十分苛刻。由凱末爾率領的土耳其民族主義者對條約作出了否定，並與依據條約佔領小亞細亞的亞美尼亞、希臘和法國軍隊戰鬥，是為土耳其獨立戰爭。土耳其民族主義者最後戰勝，成立土耳其共和國，取代鄂圖曼帝國政權，並與協約國簽訂《洛桑條約》。因此塞夫尔條約成為巴黎和會各條約中唯一以後被完全取代的條約。

## 和談經過

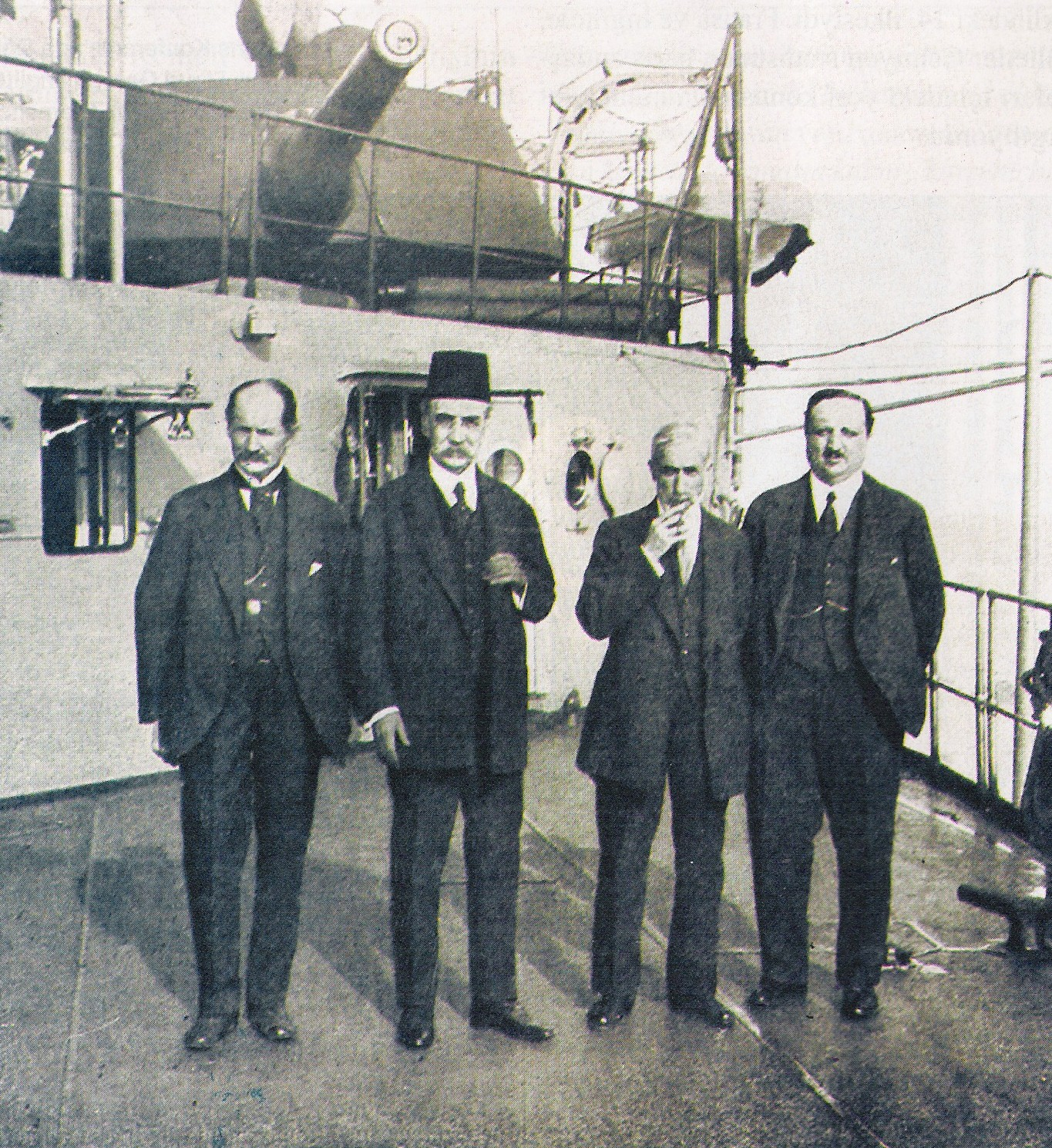
奥斯曼帝国的签署代表，从左到右分别是里扎·特夫菲克、大维齐尔·达马特·费里德帕夏、哈迪帕夏大使和教育部长雷西德·哈利斯

鄂圖曼帝國在第一次世界大戰中屬同盟國陣營，於1918年戰敗，並與協約國簽訂《穆兹罗斯停战协定》。協約國在簽訂該協定後便開始侵佔鄂圖曼帝國領土。希臘自西面登陸伊茲密特並向內陸挺進，而法國和亞美尼亞亦分別自南、東兩面進入小亞細亞。而在協約國陣營中佔主導地位的英國、法國及意大利於戰時、戰後進行了多次磋商，逐步確定了它們從鄂圖曼帝國獲取的利益。
1920年4月22日，協約國邀請鄂圖曼帝國政府派出代表參加巴黎和會。帝國政府派出前首相艾哈迈德·陶菲克參加。當陶菲克於1920年5月20日得悉協約國的要求後，認為有關條款過於苛刻，拒絕繼續討論。帝國政府得悉此事後，撤換了陶菲克，改派當時的首相费里德率團赴巴黎繼續和談。至同年7月22日，费里德把與協約國達成的協議帶回伊斯坦堡。蘇丹穆罕默德六世隨即召開內閣會議，有關協定獲與會者一致通過。

## 條約內容

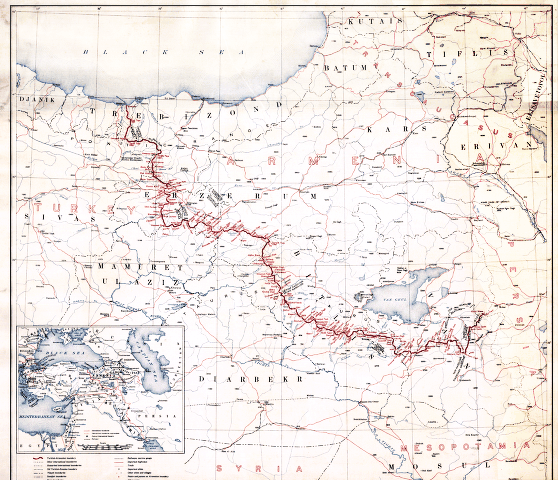
计划割让给亚美尼亚民主共和国的“威尔逊亚美尼亚”

1832年至1920年希腊的扩张。《塞夫尔条约》授予希腊的领土出现，但希腊于1923年的希土战争后失去了这些领土。

1920年8月10日，费里德與另外三名代表於法國的塞夫尔與協約國簽訂了《塞夫尔條約》，內容如下：
- 恰塔尔贾線以西割予希臘，另外瑟凯至布尔汉尼耶以西主權暫歸土耳其，五年後 (1925年) 以公投決定是否併入希臘。
- 黑海海岸吉雷松之東、埃尔津詹、穆什以西、比特利斯及凡湖以南歸亞美尼亞
- 包括達達尼爾海峽及博斯普魯斯海峽兩旁的「海峽地區」成為非軍事區，但協約國擁有對該地區的軍事行動權。美、英、法、意、日、俄六國組成「海峽管理委員會」，負責區內航運、燈塔管理及領航等事宜。
- 原屬鄂圖曼之阿拉伯及伊拉克地區領土割予英、法兩國，成立新的保護地。
  - 卡拉塔什及馬爾丁以南之地歸敘利亞
  - 摩蘇爾以南地歸伊拉克
- 鄂圖曼必須廢除徵兵制，全國兵力不得逾45,000人，且不得有重型武器及空軍、海軍，亦不可有大型商船。
- 鄂圖曼帝國所得的稅收優先支付戰爭賠償及協約國佔領軍隊費用
- 恢復治外法權。即使將來有任何政權繼承鄂圖曼帝國，治外法權仍然適用。土耳其人民入籍於任何一個協約國後，即受治外法權保障，毋需再向鄂圖曼政府繳稅。
- 如條款的執行情況不合協約國之意，伊斯坦堡將被佔領。

## 廢除
以凱末爾為領導的土耳其民族主義者於安卡拉成立了土耳其大國民議會。議會認為塞夫尔條約損害土耳其人利益和主權，對之不予承認。在色雷斯及安納托利亞的土耳其軍民則發起反抗，並成立「護權協會」。
由於土耳其民族主義者在小亞細亞進行激烈反抗，協約國於1921年2月21日至3月12日，在倫敦召開和會，同時邀請了奧斯曼帝國及土耳其大國民議會參加。大國民議會於會上要求廢除《塞夫尔條約》，未獲接受，惟仍與英國達成換俘的安排，讓囚禁於馬爾他的伊斯坦堡國會議員返回土耳其。
同年9月，土耳其軍隊於萨卡里亚河擊敗希臘軍隊，法國和意大利隨即宣佈不承認塞夫尔條約，並與土耳其大國民議會議和。
1922年，土耳其在對希臘的戰爭取得決定性勝利後，協約國同意廢除《塞夫尔條約》，並於瑞士洛桑重新展開和談。1923年7月24日，土耳其與協約國簽訂了《洛桑條約》。

## 後續
鄂圖曼政府代表土耳其簽訂此條約的行動，增加了土耳其民眾對蘇丹的反感，並被認為是蘇丹制於1922年被廢除的原因之一。
土耳其共和國成立後，通過條約的蘇丹穆罕默德六世、首相费里德與一同簽訂條約的陶菲克等人都被列為不受歡迎人士。他們大部份人終其一生都在海外流亡，只有陶菲克在1943年獲特赦返回土耳其。
土耳其共和國把《塞夫尔條約》簽訂之日（8月10日）定為國恥日。

## 觀點
有歷史學家認為，《塞夫尔條約》以協約國利益為先，其次是希臘和亞美尼亞的利益。不僅土耳其的實際情況被忽略，即使是戰時英國對土耳其境內阿拉伯人作出的自治承諾亦未被完全兌現。
其中一些人甚至認為《塞夫尔條約》比其他一戰條約（ 如《凡爾賽條約》） 更為苛刻。這些人指出，土耳其最富庶的地區幾乎都被割讓，關稅和司法權亦被剝奪。另外，土耳其損失的領土不只比鄰國保加利亞，甚至連土耳其人自己居住的地方都未能完全保有 （反觀領土減削最嚴重的奧匈帝國亦能保住大部份德語族為主的中心地帶）。
持以上觀點的論者認為，造成這種不公的主因是，西方人對伊斯蘭教徒和土耳其人的敵視比基督徒為大（保加利亞、奧匈帝國和德國都是基督教國家）。而英、法、意等國都希望在中東獲取利益。

### 引用
1. ↑  Wikisource:Treaty of Sèvres/Protocol
2. ↑  Justin McCarthy，《The Ottoman Turks:  An Introductory History to 1923》，376 頁
3. 1 2  吳興東，《土耳其史：歐亞十字路口上的國家》，155 及 156 頁
4. 1 2 3  黄維民，《奧斯曼帝國》，413頁
5. 1 2  黄維民，《奧斯曼帝國》，435 頁
6. ↑  吳興東，《土耳其史：歐亞十字路口上的國家》，166 頁
7. ↑  Frank Tachau，《開創時代政治巨人：凱末爾》，郭季嫻譯，57 頁
8. ↑  黄維民，《奧斯曼帝國》，443 頁
9. ↑  Justin McCarthy，《The Ottoman Turks:  An Introductory History to 1923》，374 - 376 頁

## 外部連結
- 塞夫尔條約全文 （页面存档备份，存于） （英文）